# Mitsubishi Tredia
Der Mitsubishi Tredia ist eine von Herbst 1982 bis Frühjahr 1990 gebaute Limousine der Mittelklasse des japanischen Autoherstellers Mitsubishi Motors. Auf ihm basiert auch das ebenfalls 1982 eingeführte Sportcoupé Mitsubishi Cordia. 

## Geschichte
Der Tredia sollte die Lücke zwischen dem Mitsubishi Lancer und dem sich immer weiter in Richtung obere Mittelklasse entfernenden Mitsubishi Galant schließen. 
Das Modell blieb in Europa bis Herbst 1986 im Mitsubishi Programm, der Import wurde aufgrund zuletzt geringer Nachfrage eingestellt. Für den asiatischen Markt wurde der Tredia noch rund vier Jahre weiterproduziert.

### Motoren
Es gab einen 1,6 Liter Benziner mit 75 PS (55 kW), bzw. als Turbo mit 114 PS (84 kW), sowie einen 1,4 und 1,8 Liter Vierzylinder mit 70 PS (51 kW) bzw. 90 PS (66 kW).
Zum Stichtag 1. Januar 2024 waren laut Kraftfahrtbundesamt noch 22 Mitsubishi Tredia in Deutschland angemeldet.

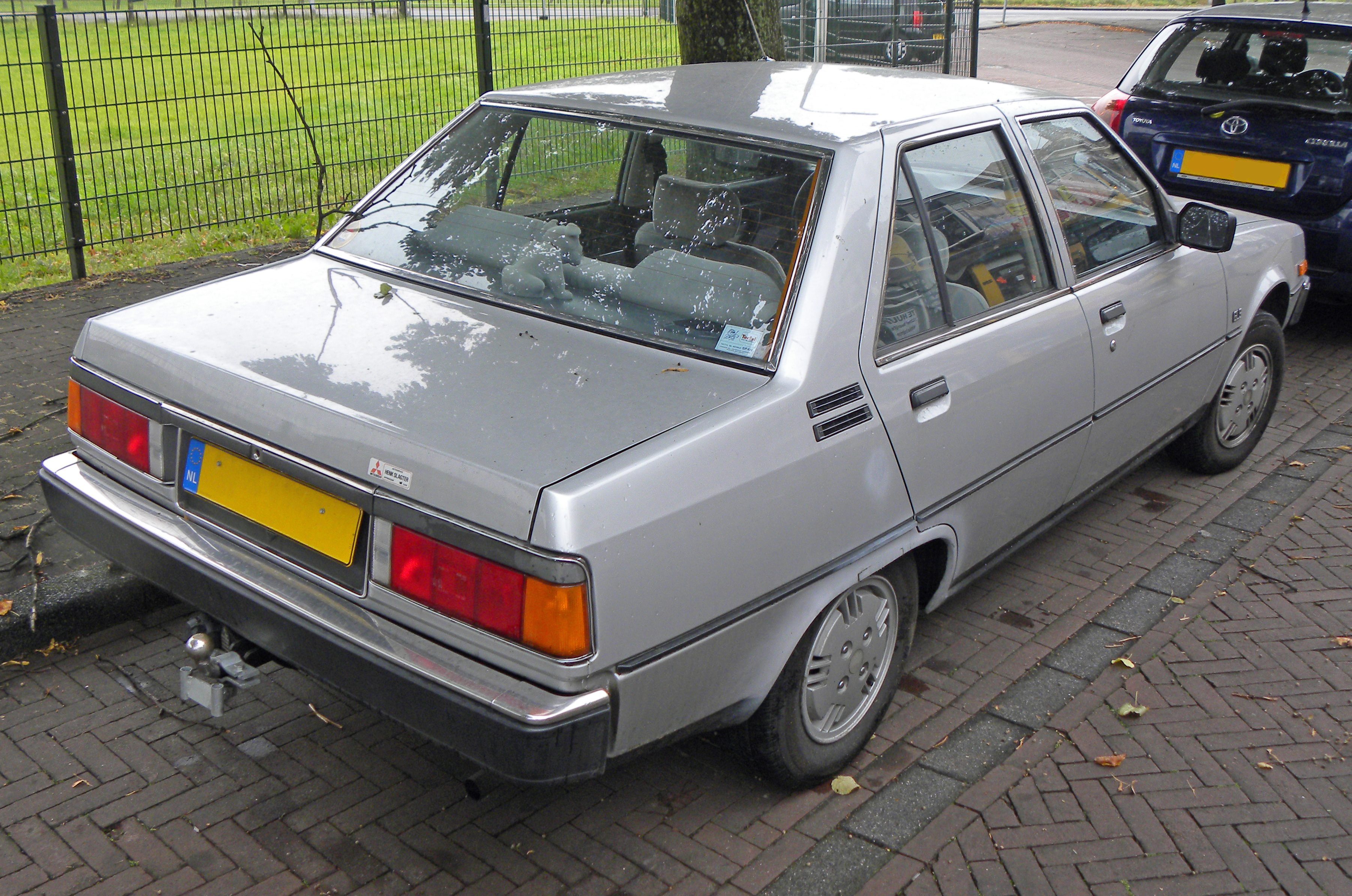
Heckansicht